# Amblyscartidia sanguinea
Amblyscartidia sanguinea är en insektsart som beskrevs av Gabriel Mejdalani 1992. Amblyscartidia sanguinea ingår i släktet Amblyscartidia och familjen dvärgstritar. Inga underarter finns listade i Catalogue of Life.